# Bärke pastorat
Bärke pastorat är ett pastorat inom Svenska kyrkan i Västerbergslagens kontrakt i Västerås stift. Pastoratet har pastoratskoden 050601 och omfattar hela Smedjebackens kommun. 
Pastoratet bildades 1 januari 2022 av följande församlingar som därefter ingår i pastoratet:
- Norrbärke församling
- Söderbärke församling